# Покровська церква (Березоточа)
Покровська церква — дерев'яна церква в селі Березоточа Лубенського району Полтавської області.

## Історія
Одним із найдавніших свідчень існування церкви у с. Березоточа можна вважати розповідь, записану В. Милорадовичем у «Снітинській старині» (1898): «Между Волчком и Бересточью залегла унылая, солонцеватая равнина, на краях которой то здесь, то там мелькают лески, а в самом конце, у берестоцких мельниц под озером погребено село. Об этом селе уцелело только коротенькое воспоминание: «...на Муховаци було село, та запалось. Як выгоняют скотыну, та гукають, так щось и там, пид землею озываецця, балака, а проты великодня, бъють у вси дзвоны». Ця легенда припадає приблизно на кінець XVI ст. Становлення і розвиток Березоточі починається з кутка Білики, довкола якого у XVII ст. вже були також інші кутки: Раки, Струсівка, Голотинці та Гуляївка. Коли кількість населення зросла, з’явилася необхідність будівництва церкви.
У середині XVII ст. такий храм уже існував. У виданні «Полтавская єпархія в ея прошлом и настоящем» (А. Грановский, Полтава 1901) знаходимо таке свідчення: «Есть свидетельство существования церкви в 1738 г. это именно Апостол печ. Киев 1722 г. с надписью: «сия книга, глаголенная апостол, куплена Евномиею Прокоповною Касянихою за цену руб. 3 з гривнею и придана к храму Покрова Пресвятыя Богородицы в селе Березоточи, сотни полковой Лубенской, за священства того часа попа Андрея Ивановича и будучи на тот час ктиторей Ст. Беличенка и Ивана Микитенка, дабы за ей Евномию жертва Богу приносима была в живих, а за ей мужа Онисима — в мертвих, а куплена року 1738». Грановський згадує також Октоїх 1739 р. з надписом: «1759 коз. Сечи Запорожской куреня Дядковского Вас. Михайлов... для поминовения мене и моих родителей, а именно: иерея Михаила...и прародителей иерея Андрея...». У церкві зберігались і Мінеї місячні від Лубенського вікарія іерея Кулябки. При храмі на той час служили по два священики, що свідчить про обширність парафії.
З дозволу митрополита Самуїла (Миславського) у 1795 р. церква була перебудована. У 1819 р. до неї добудували дзвіницю, а в 1846 зробили капітальний ремонт. Оскільки громада зростала, то виникла необхідність у будівництві більшої церкви, яка і була зведена у 1886 р. Підтвердження цьому знаходимо у вже згаданому виданні А. Грановського, у «Додатковій кліровій книзі по Полтавській єпархії за 1912 р». На стінах другого ярусу дзвіниці знайдено написи, що стосуються часу будівництва. Значна частина написів — будівельні розрахунки. Є також і автографи будівельників. Так, один із написів: «Память Симеона Сапы» може свідчити про ім’я бригадира. В інших не вдалося розшифрувати імен, але в кількох місцях присутня дата — 1886. У доповідних записках настоятеля у період Великої Вітчизняної війни священика Василія Чупиря 1886 р. також вказується як рік побудови.
Після революції храм не закривався і у 20—30-х рр. не перебував у автокефальному розколі. Саме тому богослужіння у Березоточі відвідували і жителі окружних сіл. За розповідями старожилів с. Березоточа, Свято-Покровська церква була закрита під час голодомору. У 1934 р. у ній зробили зерносховище колгоспу ім. Ворошилова. Дзвони знято приблизно у 1937—38 рр. Дзюбаненко Андрій Федорович, 1927 р/н. розповів, що дзвони знімали комсомольці-активісти Перепелиця Лука і Гончаренко Никифор. Для двох молодих людей ця справа була нелегкою, а помічників не було. Щоб зняти дзвони, вони поклали на сходи дошки, натерли їх милом і так спустили вниз. Обоє померли від легеневої хвороби (можливо, туберкульоз).
Офіційно діяльність храму було відновлено 14 грудня 1941 р.
На стіні дзвіниці закріплена металева табличка з написом: «Встановлення хрестів на церкві проведено 1 серпня 1942 року майстром Ручкою Миколою Трохимовичем». Про те, як відбувалася ця подія, розповів очевидець Головко Іван Пилипович: «Коли прийшли німці, богослужіння у храмі відбувались, але, побоюючись, щоб його не знищили, люди завезли віялки з колгоспу і протягом двох тижнів працювали. У 42 році, напередодні дня святого Іллі всі були схвильовані, адже на церкві встановлять нові хрести...»
Після того, як Лубенщина була звільнена від німецьких загарбників, діяльність православних парафій району спрямовувалась не тільки на виконання своїх прямих, духовних обов’язків, але і надавала допомогу Радянській Армії у швидкому досягненні перемоги.
Розуміючи важливе значення перемоги над фашистською Німеччиною, православні ієрархи зобов’язували настоятелів храмів наполегливо працювати, надаючи допомогу Радянській Армії. По благословенню керуючого Полтавською єпархією архієпископа Стефана у 1944 р. у всіх храмах звершувались молебні за дарування перемоги. Крім цього, усі православні громади збирали грошові кошти для повітряної ескадрильї «Полтавщина — переможцям» і танкової колони. У циркулярі за лютий місяць 1944 р. приведені суми коштів, які були зібрані всією єпархією та окремими парафіями. Так, у 1944 р. зібрано 4 млн. рублів, а благочинний Пирятинського округу о. Ілля Дерінов передав для ескадрильї «Полтавщина — переможцям» 20 тис. рублів. Священикам благословлялось також у дні святкування Пасхи збирати пожертви і направляти грошові кошти у відділення Держбанку на рахунок №71, а продукти, речі або інші подарунки направляти до лазаретів або військових частин (циркуляр від 19 квітня 1945 р.)
Не дивлячись на те, що православна церква активно допомагала державі під час війни, після її завершення з’являється ряд обмежень на діяльність священиків.
У післявоєнний період всі громади, які були відкриті під час війни, мали зареєструватись. Наша громада зареєстрована 22 липня 1944 р. У багатьох парафіях Лубенського району на той час поряд з церковнослов’янською використовувалась і українська мова. 
Якщо післявоєнний період був біль-менш спокійним, то часи правління Хрущова стали важким випробовуванням для всіх парафій. У цей час закривалося і знищувалось багато храмів. Після війни богослужіння відбувались у всіх храмах окружних сіл, а в кінці 50-х і до початку 70-х рр. практично всі вони були закриті і знищені. Найстрашніше у цій вакханалії те, що беззаконня творилось руками людей, які ще не так давно відвідували храми. Кожного з них у різні часи настигла Божа кара, але те, що знищено їхніми руками, відродити дуже складно, адже з руйнацією унікальних споруд руйнувався і світогляд людей.
З милості Божої і наполегливої роботи парафіян, Покровська церква у Березоточі вистояла і у ці страшні часи.
У липні 1963 р. священик Борис Волошин був переведений на іншу парафію, і коли храм лишився без настоятеля, влада вирішила знищити його. Цьому завадила вся сільська громада на чолі з Білокуром.
У звітних документах за 15—25 вересня 1963 р. знаходимо коротенький запис: «Ездили с Куцик Д. Д. в Москву в совет по делам РПЦ при Совете Министров СССР к товарищу Куроедову». Це була перша поїздка, коли просили не знищувати храм.
Їхнє клопотання прийняли до уваги. Оскільки священика так і надалі не було призначено, у січні 1964 р. Григорій Онуфрійович вдруге їде до Москви. І цього разу його клопотання задовольнили. Настоятелем було призначено священика Нектарія Голубоярова. Але, після його прибуття на парафію, виникла нова проблема: уповноважений у справах релігій по Лубенському району Полянко відмовлявся реєструвати священика. Кілька разів староста ще їздив до обласного уповноваженого Базавлука і єпархіальне управління. Зрештою, проблема була вирішена, і з того часу подібних труднощів не виникало.

## Опис
Церква хрещата в плані, п'ятичастинна, висока і струнка. Із заходу прибудована витончена триярусна дзвіниця. Купол і дзвіниця мають шатрові завершення зі щипцями. Храм побудований в єпархіальному стилі, але його форми, динаміка обсягів близькі народному козацькому зодчеству. Він позбавлений зайвої декоративності, але простота і монументальність споруди справляють враження. 

## Сучасний стан
У 1988 р. збудовано сторожку. У 1991 р. київськими майстрами Кошляком В. М. та Наєнком В. П. було виготовлено сучасний іконостас.
До початку 90-х років у храмі зберігалась велика колекція старовинних ікон, доля яких зараз невідома.
Влітку 2010 р. було зроблено обміри та виготовлено креслення фасаду та внутрішньої структури споруди.
У листопаді 2010 р. храм оглянула група фахівців, яка розробила рекомендації щодо закріплення несучих арок центрального купола з метою подальшої безаварійної експлуатації споруди.
В червня 2011 р. встановлено новий хрест та пофарбовано церкву і купола в блакитні тони. Завдяки цьому церква стала ще красивішою.
На Полтавщині лишилося не так багато дерев’яних храмів. Тому питання про його збереження має бути принциповим не лише для самих парафіян.